# Route européenne 42
Pour les articles homonymes, voir E42 et Route 42.
La route européenne 42 (E42) est une route reliant Dunkerque à Aschaffenbourg.
Sur sa partie belge, elle porte aussi le nom d'autoroute de Wallonie (A15).

## Galerie d’images

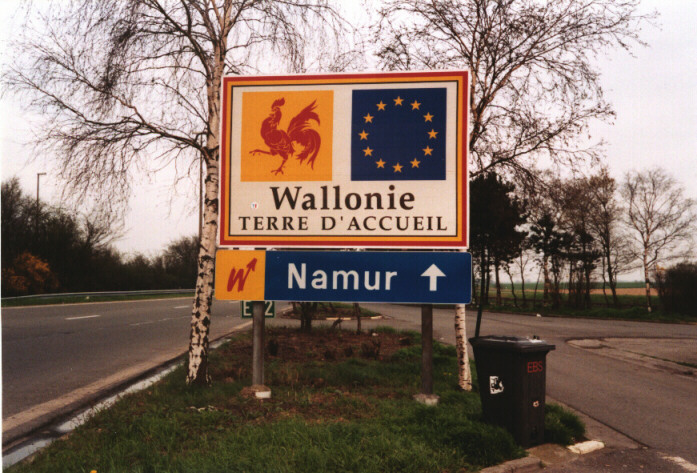
Panneau routier à la frontière de la Région wallonne sur la E42.
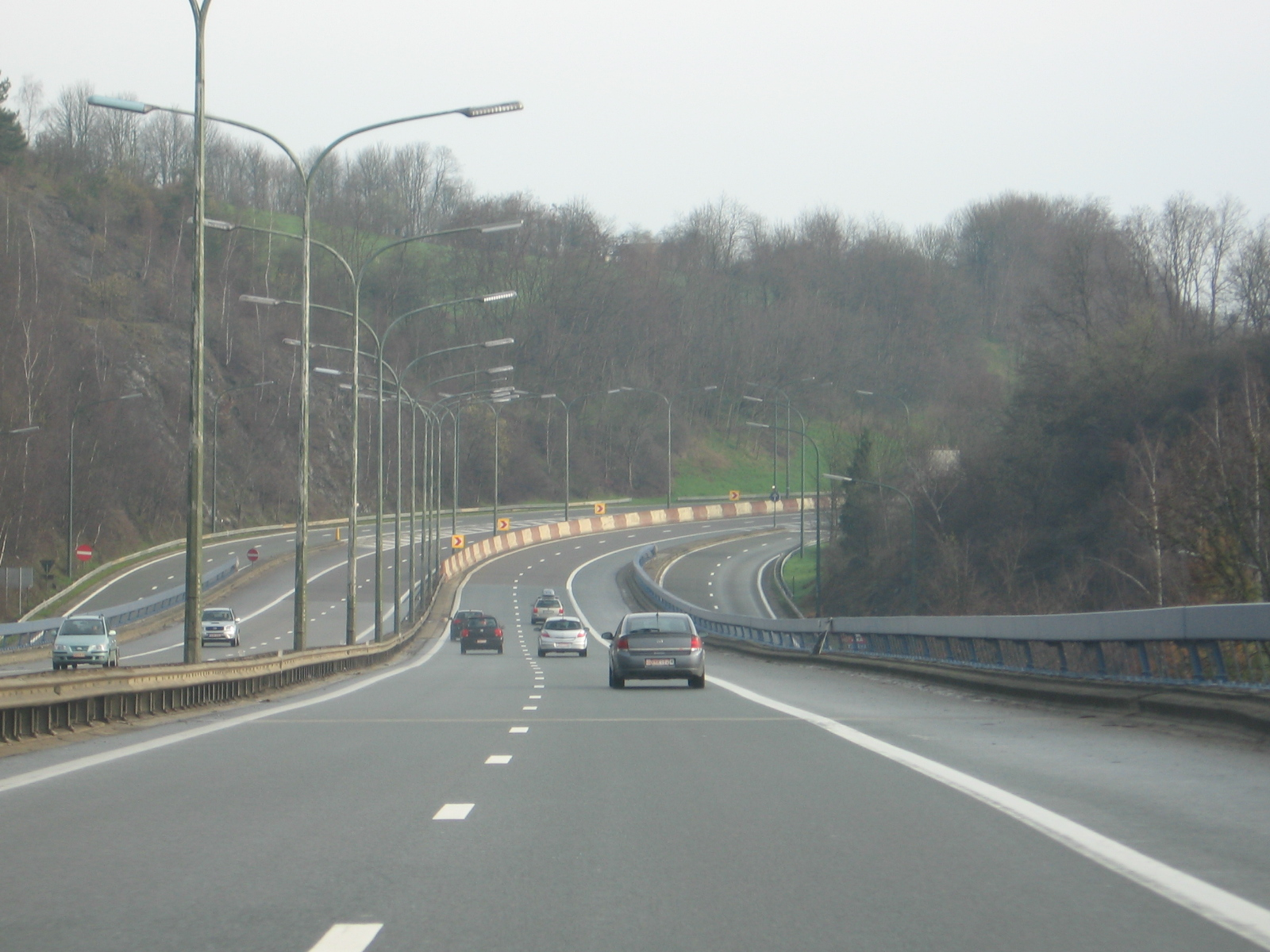
Descente sur Verviers, en venant du sud.
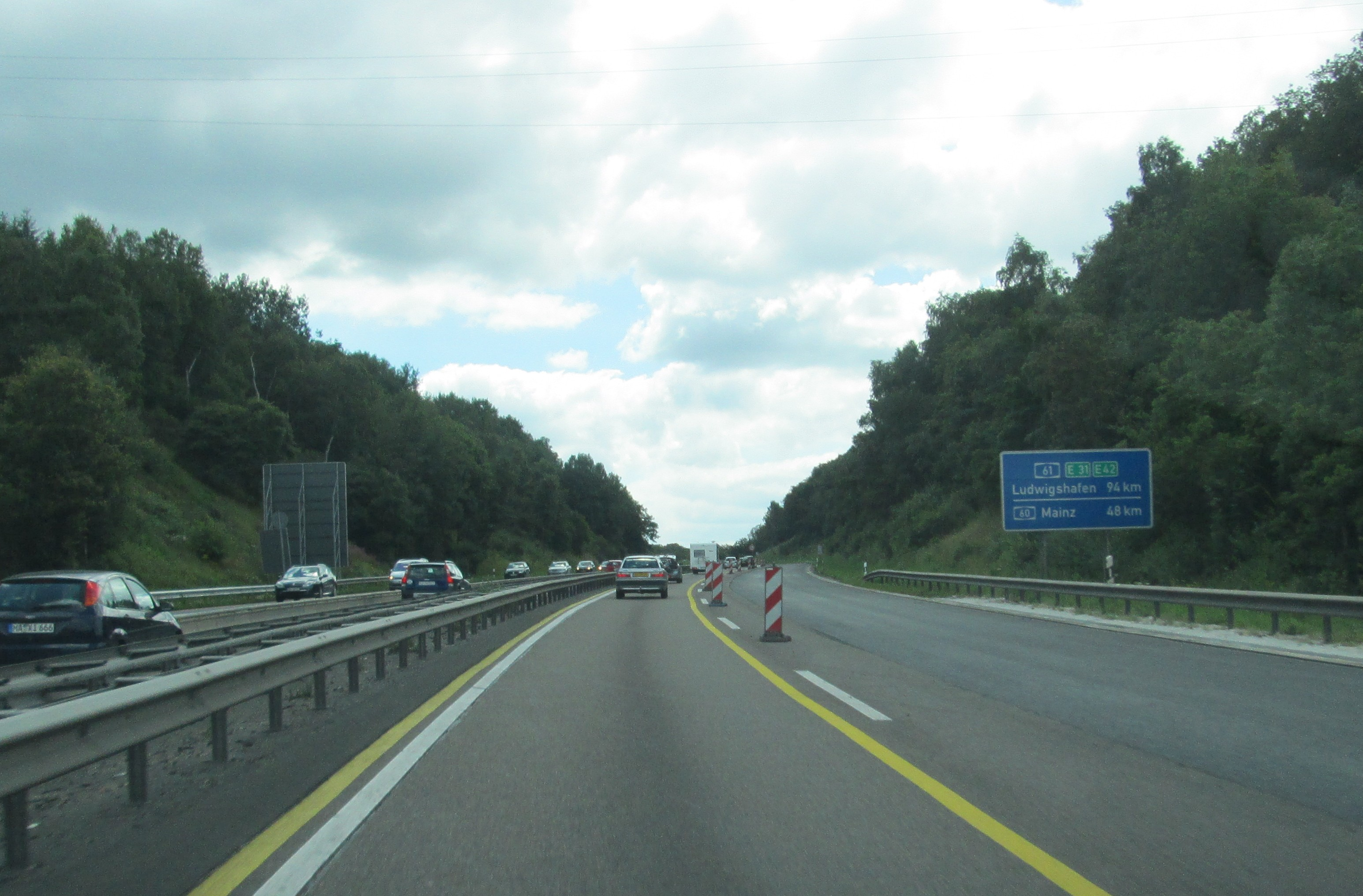
La E42 se confondant avec la E31 en Allemagne.

## Tracé
| E 42 Dunkerque - Aschaffenburg                          |                         |                                     | |
|                                                         |                         |                                     | |
| État                                                    | Route Nationale         | Tronçon                             | Jonction (numérotation nationale) |
| Département français                                    |                         |                                     | |
| 59                                                      | N 225                   | Dunkerque - Bergues                 | Échangeur entre RN 225 et A16 : Calais, Ostende - Début de la Route nationale 225 - 20 Coudekerque-Branche à 72 km : Coudekerque-Branche, Grande-Synthe, Dunkerque - 19b Spycker à 71 km : Spycker, Armbouts-Cappel - 19a Lac d'Armbouts-Cappel à 71 km : Armbouts-Cappel - 18 Cappelle-la-Grande à 69 km : Cappelle-la-Grande, Armbouts-Cappel - 17 Bierne à 64 km : Bierne, Steene - 16 Bergues à 62 km : RD 916, Bergues, Wormhout, Cassel - RN 225 devient A25 |
| 59                                                      | A25                     | Bergues - Lille (Rijsel)            | - 15 Herzeele à 53 km : Herzeele, Wormhout - 14 Saint-Laurent à 46 km : RD 947, Bray-Dunes, Hondschoote (demi-échangeur sens Lille → Dunkerque) - Aires de service de Saint-Eloi (sens Dunkerque → Lille), de Saint-Laurent (sens Lille → Dunkerque) - 13 Steenvoorde à 42 km : Steenvoorde, Cassel, Poperinge, Hazebrouck, Béthune, Courtrai, Ypres - 12 Méteren à 32 km : RD 933, Méteren, Bailleul, Cassel - 11 Bailleul-Ouest à 31 km : Bailleul, RD 642/ex-RN 42 vers Hazebrouck, Saint-Omer et Boulogne-sur-Mer (demi-échangeur sens Lille → Dunkerque) - 10 Bailleul-Est à 27 km : Bailleul, Estaires - Aire de repos de Steenwerck (dans les deux sens) - 9 Nieppe à 19 km : RD 945, Armentières, Nieppe, Merville, Estaires - 8 Armentières à 14 km : Armentières, La Chapelle-d'Armentières - Pont sur la Lys - Réduction à 2 × 2 voies - 7 échangeur d'Englos à 7 km : M652 (vers Englos, Lomme, Roubaix, Tourcoing, Gand, centres commerciaux d'Englos-les-Géants et de Lomme) ; RN 41 (vers Haubourdin, Santes, La Bassée, Béthune, Lens) - Pont sur la Deûle - 5 Lille-Vauban à 3,5 km : Lille-Centre, Lille-Vauban, Lambersart, Port de Lille - 4 Lille-Faubourg de Béthune à 2,5 km : Lille-Faubourg de Béthune, Loos, Centre hospitalier régional universitaire de Lille - 3 Lille-Wazemmes à 2 km : Lille-Wazemmes, Lille-Moulins, Lille-Sud, Ronchin, Faches-Thumesnil, Wattignies (demi-échangeur sens Dunkerque → Lille) - 2 Lille-Sud à 0,5 km : Lille-Sud, Lille-Moulins, Faches-Thumesnil (demi-échangeur sens Lille → Dunkerque) - Réduction à 2 × 3 voies - 1 Hellemmes-Lille : Lille-Hellemmes, Lille-Moulins |
| 59                                                      | A1                      | Lille (Rijsel) - Ronchin            | |
| 59                                                      | A22                     | Lille (Rijsel) - Villeneuve-d'Ascq  | - 1 : Ronchin - 2 : Lesquin |
| 59                                                      | A27                     | Villeneuve-d'Ascq - Baisieux        | Échangeur entre A27 et A23 : Valenciennes - 3 : Baisieux |
| Provinces de Belgique                                   |                         |                                     | |
| Province de Hainaut                                     | autostrada              | Baisieux - Tournai                  | 35 Blandain Marquain 34 Tournai Ouest 33 Tournai Nord Tournai |
| Province de Hainaut                                     | autostrada              | Tournai (Doornik) - Saint-Ghislain  | 32 Tournai (Doornik) Est 31 Antoing 30 Maubray 29 Roucourt 28 Blaton 27 Bernissart 26 Pommerœul Hautrage |
| Province de Hainaut                                     | autostrada              | Saint-Ghislain - La Louvière        | 25 Saint-Ghislain 24bis Mons Ouest 24 Mons 23 Nimy, Maisières 22 Obourg 21a Thieu 21 Le Rœulx Houdeng-Goegnies |
| Province de Hainaut Province de Namur Province de Liège | autostrada              | La Louvière - Liège (Luik, Lüttich) | 20 Houdeng Bois-d'Haine 19 Manage 18 Chapelle-lez-Herlaimont Gouy (Ring Ouest) 17 Courcelles Thiméon 16 Gosselies Nord Heppignies (Ring Est) 15 Fleurus 14 Sambreville 13 Spy 12 Namur Ouest 10a Fernelmont 10 Hingeon 9 Andenne 8 Huy-Couthuin 7 Huy-Fumal 6 Villers-le-Bouillet 5 Saint-Georges 4 Flémalle 3 Liège airport |
| Province de Liège                                       | autostrada · E40        | Liège (Luik, Lüttich)- Battice      | 35 Oupeye 36 Blegny 37 Soumagne |
| Province de Liège                                       | autostrada              | Battice - Sankt-Vith                | 1 Battice 2 Chaineux 3 Dison 4 Lambermont 5 Verviers-Centre 6 Verviers-Sud 7 Heusy 8 Spa 9 Sart-lez-Spa 10 Francorchamps 11 Malmedy 12 Vielsalm 13 Amblève 14 Saint-Vith Nord 15 Saint-Vith 16 Steinebrück |
| Rhénanie-Palatinat Land/District                        |                         |                                     | |
| BIT WIL                                                 | autostrada · autostrada | Steinebrück (frontière) - Wittlich  | |
| WIL                                                     | autostrada              | Wittlich                            | |
| WIL SIM                                                 | autostrada              | Wittlich - Rheinböllen              | |
| SIM KH MZ                                               | autostrada              | Rheinböllen - Bingen                | |
| MZ GG                                                   | autostrada              | Bingen - Rüsselsheim                | |
| GG                                                      | autostrada              | Rüsselsheim - Mönchhof              | |
| GG F OF                                                 | autostrada              | Mönchhof - Aschaffenburg            | |

## Ouvrages

### Belgique

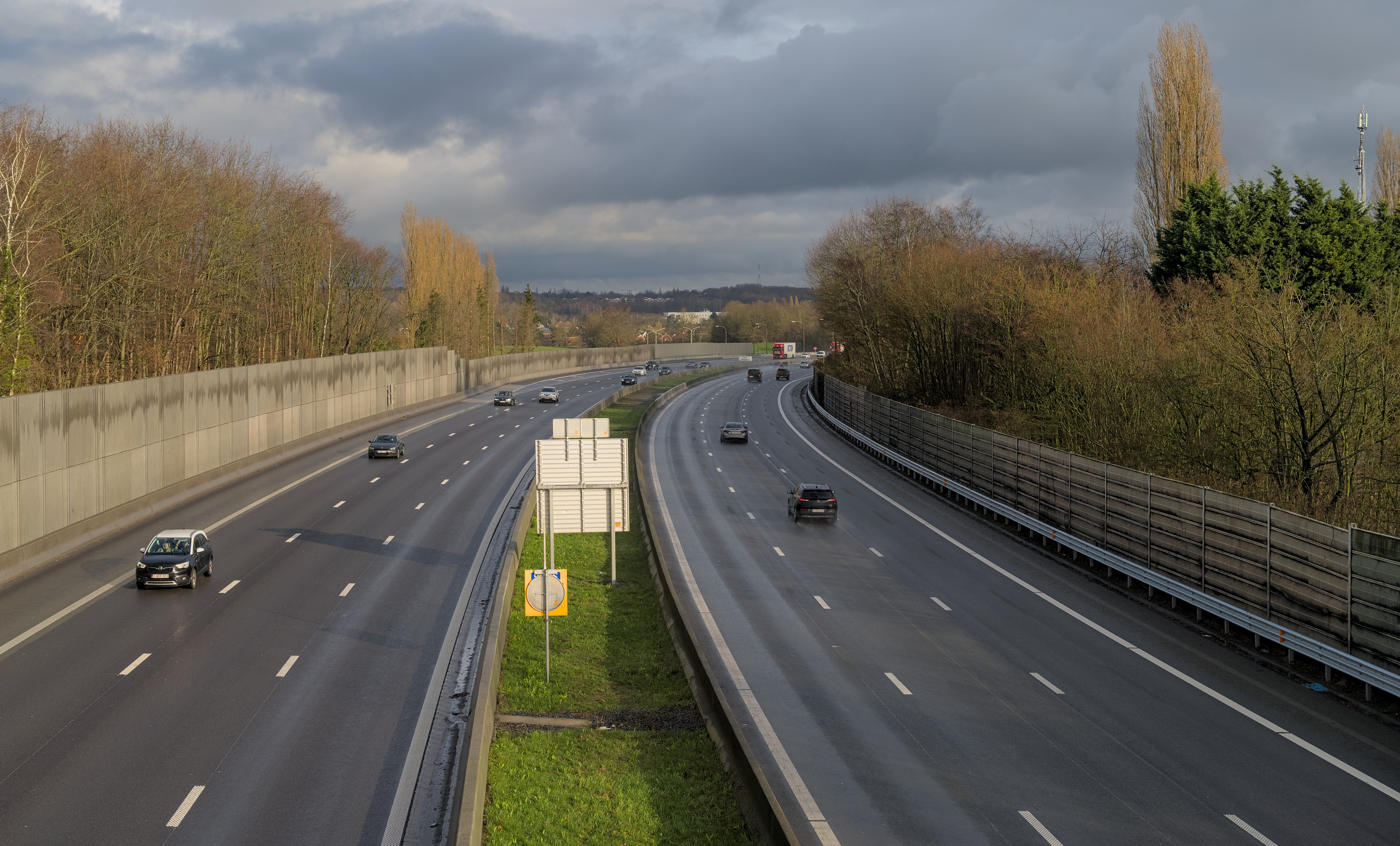
E42 à Mons.

Long de 600 mètres environ, le viaduc de Viesville permet de franchir le canal de Charleroi à Bruxelles. Quelques kilomètres plus loin, en direction de Namur, le viaduc d'Onoz, permettant de franchir l'Orneau sur 300 mètres environ. À Wanze, l'autoroute franchit la Mehaigne via un viaduc d'une longueur de 550 mètres environ. En direction de l'aéroport de Liège, un viaduc d'une longueur de 300 mètres environ permet de franchir un fossé de plusieurs dizaines de mètres de hauteur au niveau de Gleixhe. Dans l'agglomération de Liège, au niveau de Herstal, un viaduc d'environ 650 mètres de long permet de franchir en une seule fois la canal Albert et la Meuse. À hauteur de Herve, on remarque les viaducs de Herve, un pour le TGV, d'une longueur de 505 mètres, le second pour l'autoroute, d'une longueur de 450 mètres. À Theux, un viaduc long de 450 mètres environ permet de franchir un gros fossé. Peu de kilomètres après, un viaduc d'une longueur de 280 mètres permet de franchir un fossé. Le viaduc de l'Eau Rouge, entre Malmedy et Stavelot, permet de franchir une forêt investie dans un fossé sur 650 mètres. Un autre viaduc entre Malmedy et Stavelot permet sur une longueur de 500 mètres de franchir le village de Warche et son ruisseau. À Stavelot, un autre viaduc permet de franchir quant à lui la N660, dont le tracé se situe dans un fossé, sur une longueur de 550 mètres. Le viaduc de Saint-Vith, long de 550 mètres, permet de franchir un gros fossé et un étang. Un long viaduc de 700 mètres de long, sur la frontière entre la Belgique et l'Allemagne, permet de franchir l'Our.

### Allemagne
Dans les environs de Habscheid, un viaduc permet de franchir l'Alfbach sur 350 mètres. Le « pont de Mönbachtal » permet, sur une longueur de 450 mètres, de franchir la rivière Mönbach. Le viaduc de Prüm permet de franchir la vallée de la Prüm sur 700 mètres. Quelques kilomètres plus loin, un viaduc long de 280 mètres permet le franchissement de la rivière Heisdorfer Bach, à hauteur de Heisdorf. Le « pont de l'A60 » permet de franchir sur 800 mètres la Nims. Un viaduc permet de franchir la vallée de la Kyll sur 650 mètres. Un autre viaduc permet de franchir sur 280 mètres la vallée de la Spanger Bach à hauteur de Gransdorf. Un viaduc permet le franchissement de la profonde vallée de la Kailbach sur 350 mètres. Sur 650 mètres, un viaduc permet de franchir la Salm. Le nouveau viaduc autoroutier de la Moselle, long de 2 100 mètres, permet de franchir la vallée de la Moselle. Le Pfädchensgrabenbrücke est long de 550 mètres et permet le franchissement d'un col de vallée à Daxweiler. Quelques centaines de mètres plus loin, le Tiefenbachtalbrücke permet de franchir la vallée de la Tiefenbach sur 350 mètres. Un viaduc, pas loin de Bingen am Rhein, long de 500 mètres, permet de franchir la Nahe, une voie de chemin de fer et une route principale. Le Mainzer Autobahntunnel est un tunnel autoroutier long de 400 mètres, à Mayence. Le pont de Weisenau est un ouvrage autoroutier de 850 mètres de long reliant les deux rives du Rhin, dans les environs de Mayence. À Francfort-sur-le-Main, l'autoroute passe deux fois sous les pistes de l'aéroport de la ville. Enfin, le « pont A3 » permet la traversée du Main. L'autoroute se transforme quelques kilomètres plus tard, à l'arrivée de la ville d'Aschaffenbourg, en E41.

## Travaux
Depuis 2013, différents travaux de mise à trois voies de la section entre Liège et Charleroi - dans les deux sens - sont réalisés, avec une fin prévue pour 2018.